# سفارة بلجيكا في فرنسا
سفارة بلجيكا في فرنسا هي أرفع تمثيل دبلوماسي لدولة بلجيكا لدى فرنسا. تقع السفارة في باريس وهي تهدف لتعزيز المصالح البلجيكية في فرنسا.

## وصلات خارجية
- الموقع الرسمي
- قائمة سفارات بلجيكا
- قائمة السفارات في فرنسا